# Frontal d'altar d'Esquius
El frontal d'altar d'Esquius és un frontal d'altar romànic procedent de l'església de Santa Maria de Besora. S'ha atribuït al mestre del taller de Ripoll i està datada al segle xii.

## Descripció
El centre de la taula l'ocupa una representació d'una Maiestas Domini arquetípica. Jesús està assegut en un tron envoltat de la màndorla, en la qual es pot llegir en llatí «Aquest és el Déu de l'Alfa i l'Omega. Vine, oh clement i misericordiós, amb la teva pietat, i afluixa les cadenes dels miserables. Amén» Porta un mantell fosc i un vestit clar i mira directament cap a l'espectador, en la frontalitat pròpia del romànic. A l'exterior es veu la representació del tetramorf, els animals amb què se simbolitzen els quatre evangelistes. La taula està dividida en quatre seccions, cadascuna amb tres dels dotze apòstols. Els colors dels vestits són plans, igual que els del fons, que forma franges o bandes cromàtiques. Una sanefa emmarca tot el frontal i una altra separa les dues meitats de manera horitzontal.